# Mother Russia Bleeds
Mother Russia Bleeds — компьютерная игра в жанре Beat ’em up, разработанная французской командой разработчиков Le Cartel Studio и изданная Devolver Digital. Выпуск игры состоялся 5 сентября 2016 года для персональных компьютеров под управлением Windows, macOS и Linux. Позже состоялся выпуск версии для игровых приставок PlayStation 4 и Nintendo Switch.

## Игровой процесс
Геймплей Mother Russia Bleeds выполнен в стиле Beat ’em up-игр и обладает значительным сходством с играми серий Streets of Rage и Double Dragon. Игрок продвигается по уровню, разделённому на участки. По ходу прохождения игроку нужно расправиться с большим количеством разнообразных врагов, в числе которых бандиты, наркоманы, проститутки, милиционеры, солдаты, собаки и даже свиньи. По окончании этапа игроку предстоит сразиться с боссом. Помимо приёмов рукопашного боя, игроки могут использовать подручные средства: биты, ножи, бутылки, пистолеты и так далее. Убив врага, игрок может использовать шприц, чтобы получить из него наркотическое вещество, которое в дальнейшем можно использовать для восполнения своего здоровья или перехода в режим берсерка, увеличивающий наносимый урон.
Игра доступна для прохождения в одиночном и кооперативном (до четырёх игроков) режимах. Помимо основной сюжетной кампании, также доступен режим «Арена», где действие происходит в замкнутом уровне с бесконечным количеством врагов, а победителем становится игрок, набравший наибольшее число очков за убийства. В будущем возможно добавление режима сражения с боссами.

## Сюжет
События игры разворачиваются в альтернативном СССР 1980-х годов, погрязшем в преступности. Четыре уличных бойца из цыганской общины невольно становятся подопытными в эксперименте нового наркотика под названием «Некро», который активно и повсеместно распространяется мафией. После побега из лаборатории главный герой возвращается в общину, но находит там лишь разорённые руины и наркоманов, из которых теперь состоит её население. Протагонист жаждет мести для тех, кто виновен в случившемся. По ходу игры главный герой начинает употреблять «Некро», что вдобавок ко всему вызывает у него мучительные галлюцинации.

## Разработка
Разработчики Mother Russia Bleeds вдохновлялись такими играми, как Streets of Rage, Double Dragon и Renegade. 20 августа 2013 года геймдизайнер Фредерик Куаспо покинул Ubisoft Paris и совместно с веб-дизайнером Алехандре Муттони основал студию Le Cartel Studio. Новая компания начала работу над сюжетом, а также делать первые эскизы для будущей игры. В октябре 2013 к команде присоединились программист Флориан Рено и композитор Винсент Кассар.
После нескольких месяцев работы Le Cartel Studio открыла официальный сайт игры, на котором 1 марта 2014 года был презентован их проект.
18 июня 2014 года Le Cartel Studio в своём сообществе ВКонтакте предложили поклонникам проекта поучаствовать в выборе имён для героев игры. По результатам опроса были выбраны имена Сергей, Иван, Наташа и Борис.

## Рецензии и оценки
| Сводный рейтинг       | Сводный рейтинг |
| Агрегатор             | Оценка          |
| --------------------- | --------------- |
| GameRankings          | 65,14 %         |
| Metacritic            | 70/100          |
| Иноязычные издания    |                 |
| Издание               | Оценка          |
| Destructoid           | 9/10            |
| Game Informer         | 8/10            |
| GameSpot              | 7/10            |
| PC Gamer (US)         | 54/100          |
| Русскоязычные издания |                 |
| Издание               | Оценка          |
| «IGN Россия»          | 8,5/10          |
| Riot Pixels           | 73 %            |
| «Игромания»           | 7,0/10          |
| «Игры Mail.ru»        | 9,0/10          |
| «НИМ»                 | 6,2/10          |

Игра получила преимущественно положительные отзывы. На сайте-агрегаторе Metacritic PC-версия игры получила оценку 70 из 100 % на основании 40 рецензий критиков.
Летом 2018 года, благодаря уязвимости в защите Steam Web API, стало известно, что точное количество пользователей сервиса Steam, которые играли в игру хотя бы один раз, составляет 157 371 человек.